# La tempesta (opéra)
Pour les articles homonymes, voir La tempesta.
La tempesta (« La tempête » en français) est un opéra en langue italienne, en trois actes et un prologue, de Fromental Halévy, composé en 1850 sur un livret d'Eugène Scribe, écrit d'après la pièce La Tempête de William Shakespeare de 1611. L'opéra est créé le 8 juin 1850 à Londres.

## Historique
La tempesta est une commande de Londres et, conformément aux règles de l'époque, Fromental Halévy livre l'œuvre en langue italienne, après traduction par Pietro Giannone, du texte d'Eugène Scribe originairement en français. La première, donnée le 8 juin 1850 au Her Majesty's Theatre, à Londres, fut un grand succès. Le rôle de Caliban avait été écrit pour le baryton-basse italien Luigi Lablache, premier interprète du rôle et celui de Miranda était assuré par la soprano Henriette Sontag.  Le livret avait tout d'abord été proposé à Felix Mendelssohn, qui a décliné l'offre, étant insatisfait du travail d'Eugène Scribe.
La première représentation française eut lieu à Paris en 1851. Plusieurs traditions nationales convergeaient avec cet opéra écrit par l'un des compositeurs les plus célèbres du Grand opéra français, s'emparant de la tradition italienne londonienne tout en adaptant un ouvrage célèbre de Shakespeare dans sa propre ville. L'oeuvre disparut ensuite des scènes durant 170 ans, comme la plupart des opéras de Fromental Halevy. 
Le Festival lyrique de Wexford en Irlande, l'a mis à l'affiche en octobre 2022 pour sa soixante-et-onzième édition, dans une mise en scène de Roberto Catalano, permettant à beaucoup de spectateurs et de passionnés d'art lyrique de découvrir l'œuvre. Arte Concert en a proposé une retransmission.

## Sujet et style
L'opéra s'inspire de la pièce de William Shakespeare, La Tempête, et raconte l'histoire de Prospero, duc de Milan, qui, déchu et exilé par son frère, se retrouve sur une île déserte avec sa fille Miranda. Il possède le pouvoir sur l'esprit positif d'Ariel mais aussi sur l'esprit négatif de Caliban. À la suite d'une tempête provoquée par Ariel, le navire transportant le roi de Naples, son fils Ferdinand et Antonio, le frère de Prospero. Prospero leur fait subir diverses épreuves pour les punir de leur traîtrise, avant un dénouement heureux. 
Le livret d'Eugène Scribe pour l'opéra composé par Halevy, privilégie le récit de la rencontre entre Miranda et Fernando et celui de la rébellion de Calibano qui emprisonne Ariele et enlève Miranda.  
Eugène Scribe écrit en effet son livret pour une œuvre  musicale lyrique du style du Grand opéra du XIXe siècle, comprenant de nombreux airs brillants pour solistes de toute tessiture. Il lui fallait donc valoriser quelques rôles chantés par des voix de femmes comme celui d'Ariele, une soprano colorature ou celui de la mère de Calibano, une contralto, aux côtés de celui de Miranda. Introduction et nombreux interludes orchestraux alternent avec les arias ornementées de reprises et cabalettes, les cavatines, les morceaux de bravoure pour choeurs, les airs à boire, les duos de diverses tessitures, les trios.

## Argument

### Résumé
Prospero, duc de Milan, a été chassé par son frère Antonio, traitre et usurpateur, et rejeté par une tempête sur une île peuplée d'esprits, avec sa fille Miranda alors enfant. Il a acquis en quelques années de nombreux pouvoirs magique et règne sur Ariele, l'esprit du bien et Calibano celui du mal, dont il a fait son esclave. Des années plus tard, le navire qui transporte le Roi de Naples, Alfonso, et le frère perfide de Prospero, Antonio, est pris dans une tempête provoquée par Ariele sur l'ordre de Prospero. Ils sont rejetés à leur tour sur le rivage avec leurs marins. Calibano, révolté, complote contre Prospero tandis qu'Ariele se charge de protéger Miranda et d'organiser sa rencontre avec Fernando le fils du roi de Naples. Calibano parvient à neutraliser Ariele et à enlever Miranda mais son amour pour Fernando la sauvera et l'histoire se terminera pas le mariage des jeunes amants.

### Détails du livret
L'introduction orchestrale puis le prologue, évoquent musicalement de manière très réaliste, la tempête qui conduit au naufrage du roi de Naples, de sa suite et de l'équipage du bateau, puis le chœur des marins entonne le récit de ce drame et adresse une prière aux dieux tandis qu'Ariele apparait révélant qu'il est le responsable de cette tornade.

#### Acte 1
Miranda évoque les images de la tempête et du navire en perdition, se demandant où est son père et qui rendra la paix à son cœur après ces horribles scènes. Elle pressent les affres à venir de l'amour et chante les beautés de la nature. Elle ressent un mélange de joie et de tourments. Arrive son père, Prospero, qu'elle supplie d'apaiser le vent. Mais il lui apprend que les occupants du navire sont ceux qui ont causé leur perte à tous deux, il y a des années, et que son pouvoir actuel lui permet une vengeance méritée. Mais Miranda ne connait d'être humain que lui, et ne peut haïr ce qu'elle ne connait pas. Prospero rappelle en effet que l'esclave Calibano n'est pas un être humain et qu'il a enfermé sa mère, la magicienne Sycorax, sous terre pour vivre en paix. Prospero chante ensuite la beauté et l'innocence de sa fille, la comparant à une fleur fragile. Puis il appelle Calibano pour lui donner l'ordre d'aller chercher du bois tout en l'insultant. Calibano proteste contre ce traitement cruel en rappelant que Prospero l'a ravi à sa mère pour en faire un esclave lui, qui était roi sur l'île. Calibano formule alors le vœu que sa mère emprisonnée puisse sortir de l'antre où elle est enfermée et enlever la fille de Prospero. Miranda effrayée demande à son père d'éloigner Calibano que Prospero menace alors des pires représailles. Un trio suit où Miranda tente de calmer la fureur de son père avant de lui avouer, une fois Calibano parti, qu'elle craint que toute cette haine annonce de mauvais présages. 
Arrive Ariele qui chante la légèreté de son être et rapporte à Prospero qu'il a bien soulevé la tempête demandée, que tous se sont jetés à l'eau mais qu'il les a sauvés ce dont Prospero se réjouit, rappelant que le bonheur de Miranda dépend de sa rencontre avec Fernando le fils du roi. Il assure qu'il faut laisser parler les cœurs, tandis qu'une douce musique s'élève, celle des génies qui guident Fernando vers Miranda. Celui-ci arrive alors que Prospero s'est retiré et qu'Ariele a regagné les airs pour chanter sans se faire voir. Fernando s'interroge sur cette voix qu'il entend et qui tente de changer son destin. Miranda arrive et dans un long duo entre elle et Fernando, les deux jeunes gens sondent leurs sentiments et leur attirance mutuelle. Arrive ensuite un Calibano rempli de haine envers Prospero qui profère les pires menaces contre lui, célébrant sa propre rébellion et appelle à l'aide sa mère, qui régnait jadis sur l'île. 

#### Acte 2
Calibano entend alors la voix de sa mère invisible qui répond à son appel et lui demande de kidnapper Miranda pour voir disparaitre les pouvoirs magiques de Prospero. Il doit cueillir trois fleurs sur la roche, qui lui permettront de réaliser ses rêves. Mais il n'a droit qu'à trois désirs alors des milliers d'envies lui viennent à l'esprit et qu'il ne sait lequel choisir. Sa mère lui demande que son premier voeu soit celui de la délivrer. Mais il en a un de plus pressé et guettant Ariele qui assure Prospero de sa vigilance à l'égard de Miranda, Calibano use de son premier pouvoir en enlevant l'esprit et en l'emprisonnant. Ce qui lui laisse le champ libre pour s'emparer de Miranda et réaliser son deuxième désir en lui avouant son amour fou pour elle, passion qu'elle refuse. Elle appelle à l'aide son père qui ne peut l'entendre, parti chercher le roi et son frère, et Ariele qui ne peut la secourir, prisonnier de Caribano. Il l'endort d'un profond sommeil pour qu'elle lui appartienne enfin.
Arrivent alors les marins naufragés qui, sous l'influence de Trincolo, se livrent à une scène de beuverie avant de voir arriver le monstre Caribano et sa proie. Il se présente à eux comme le roi de l'île, la jeune fille étant son esclave et leur propose un pacte : s'ils le respectent, il leur montrera les plus belles richesses de l'île. Miranda s'éveille alors et le supplie de l'épargner tandis que les marins font boire Caribano, qui, bientôt ivre, voit la terre vaciller et les arbres tourner en rond. Miranda en profite pour s'emparer de la troisième fleur et leur jette un sort à tous avant de s'enfuir. Ils se réveillent, désormais complices, et jurent de se venger.

#### Acte 3
Alfonso et Antonio se livrent à une scène de désespoir, se plaignant de leur sort de naufragés tandis qu'arrive Prospero, se présentant comme leur juge, interpellant leur conscience et les interrogeant sur leurs forfaits. Puis découvrant le sort jeté sur Ariele, il le délivre. Ce dernier recouvre peu à peu ses pouvoirs et raconte ce qui lui est arrivé et l'enlèvement de Miranda. Il jure qu'il arrachera Caribano à l'emprise de sa mère et le rendra à lui-même. Ils implorent tous la pitié du Ciel pour épargner la jeune fille. Ariel promet à Prospero qu'elle ramènera la jeune fille sur ses ailes. Pendant ce temps-là, Miranda libre, se rappelle à quel point elle aime Fernando et n'a pensé qu'à lui durant ses épreuves. Mais elle entend la voix de la mère de Calibano qui prétend que Fernando est un mauvais génie qui veut sa perte et qu'elle doit le tuer pour le salut de son père. Elle le promet. Mais elle voit Fernando endormi et ses doutes s'évanouissent devant ce front et ce visage d'ange. Puis elle décide de ressaisir et s'empare d'un couteau pour frapper le jeune homme et ainsi sauver son père. Mais Fernando se réveille et lui jure son amour prêt à mourir de sa main s'il le faut. Elle renonce et ils se jurent fidélité et protection. Prospero, Antonio et Alfonso arrivent alors, le père et le fils se jettent dans les bras l'un de l'autre. Calibano tente d'imposer son troisième vœu, les vouant tous aux chaines mais rien ne fonctionne et il est condamné à rester enchainé à sa mère qu'il a trahie, tandis que la joie et le bonheur s'installent sur l'île.

## Structure de l'œuvre

### Airs principaux
Introduction.
Prologue : « Al dolce vivido splendor del giorno » (chœurs)
Prière : « Nume, che irato i flutti solevi » (chœurs)

#### Acte 1
« Noi gens amici e vigili » (chœurs et ballet)
Ballet puis court intermède après le ballet
« Parmi une voce il murmure » (cavatine)
« A padre tu lo puni » (scène), « Sorge un fiore sopra inospita spiagga » (romance)
« Eh Calibano ora vengo, pazienza »  (scène), « In quest isola rapita a mia madre un di da te » (trio)
« Ebben del re la nave in qual seno » (récitatif et scène)
« Cara soave, aerea voce che a me discendi » (cavatine)
« Ah che veggo ? Qual mai diva » (scène, duo et trio)

#### Acte 2
« Tutti i velen che il sole » (introduction et aria)
« Calibano, Calibano, qual voce e questa » (scène et arietta)
« Pure mi scuote ed agita » (duo et scène)
« Ci oppressa abbastanza dei mali il pensier » (chœurs, chanson, scène)
Final : 
« Aspetta un po ! non vedi tu venir » (scène)
« Ma mi par, ma mi par, che la terra » (bacchanale)

#### Acte 3
« Non e riposo il mio, e stupor che l'inferno » (scène et aria)
« Questa fronte, questo viso, pari agli angeli » (duo et final)

### Distribution
| Nom                 | Rôle                           | Tessiture     | Interprètes de la première en 1850 |
| ------------------- | ------------------------------ | ------------- | ---------------------------------- |
| Miranda             | Fille du duc de Milan          | Soprano       | Henriette Sontag                   |
| Fernando            | Prince, fils du roi de Naples  | Ténor         | Carlo Baucardé                     |
| Ariele ou Ariel     | Esprit positif                 | Soprano       | Giulia Grisi (ou Carlotta Grisi)   |
| Calibano            | Esprit négatif                 | Basse         | Luigi Lablache                     |
| Alfonso             | Roi de Naples                  | Baryton       | M. Lorenzo                         |
| Prospero            | Duc de Milan                   | Baryton       | Filippo Coletti                    |
| Antonio             | Frère de Prospero              | Ténor         | F. Lablache                        |
| Sicorace ou Sycorax | Mère de Calibano               | Mezzo-soprano | Ida Bertrand                       |
| Trinculo            | Bouffon du roi, ami de Stefano | Baryton       | M. Ferrari                         |
| Stefano             | Intendant du roi               | Ténor         | Parodi                             |